# Estuaire de la Vilaine
Estuaire de la Vilaine este o arie protejată (sit de importanță comunitară — SCI) din Franța întinsă pe o suprafață de 4.769 ha, din care 74 % marine.

## Localizare
Centrul sitului Estuaire de la Vilaine este situat la coordonatele 47°30′00″N 2°30′30″W / 47.5°N 2.50833°V.

## Înființare
Situl Estuaire de la Vilaine a fost declarat arie specială de conservare în baza directivei 92/43 din 1992 referitoare la conservarea habitatelor naturale și a faunei și florei sălbatice pentru a proteja 2 specii de plante și 14 specii de animale.

## Biodiversitate
Situată în ecoregiunea atlantică, aria protejată conține 17 habitate naturale: Faleze cu vegetație de pe coastele atlantice și baltice, Tufărișuri halofile mediteraneene și termo-atlantice (Sarcocornetea fruticosi), Dune de coastă fixe cu vegetație erbacee („dune gri”), Dune mobile de-a lungul țărmului cu Ammophila arenaria („dune albe”), Vegetație anuală la limita mareei, Pajiști uscate europene, Recifuri, Estuare, Lagune de coastă, Roci stâncoase cu vegetație pionieră de Sedo-Scleranthion sau Sedo albi-Veronicion dillenii, Terase mlăștinoase și terase nisipoase neacoperite de apă la reflux, Dune mobile cu vegetație embrionară, Depresiuni intradunale umede, Golfuri mici largi și golfuri puțin adânci, Pășuni atlantice udate de apa mării (Glauco-Puccinellietalia maritimae), Bancuri de nisip acoperite în permanență slab de apă marină, Salicornia și alte specii anuale care populează regiunile mlăștinoase și nisipoase.
La baza desemnării sitului se află mai multe specii protejate:
- plante (2): Luronium natans, Rumex rupestris
- mamifere (6): liliac cârn (Barbastella barbastellus), vidră de râu (Lutra lutra), liliac cu aripi lungi (Miniopterus schreibersii), liliac comun (Myotis myotis), liliacul mare cu potcoavă (Rhinolophus ferrumequinum), liliacul mic cu potcoavă (Rhinolophus hipposideros)
- nevertebrate (3): croitorul mare al stejarului (Cerambyx cerdo), rădașcă (Lucanus cervus), Oxygastra curtisii
- pești (5): Alosa alosa, Alosa fallax, cicar (Lampetra planeri), Petromyzon marinus, somonul (Salmo salar)

Pe lângă speciile protejate, pe teritoriul sitului au mai fost identificate 10 specii de plante, 1 specie de păsări, 1 specie de pești.